# Maxillaria litensis
Maxillaria litensis är en orkidéart som beskrevs av Dodson. Maxillaria litensis ingår i släktet Maxillaria och familjen orkidéer. Inga underarter finns listade i Catalogue of Life.